# Associazione Sportiva Fidelis Andria 2000-2001
Questa pagina raccoglie le informazioni riguardanti l'Associazione Sportiva Fidelis Andria nelle competizioni ufficiali della stagione 2000-2001.

## Rosa
| N. |                      | Ruolo | Calciatore          |
| -- | -------------------- | ----- | ------------------- |
|    | Italia (bandiera)    | D     | Giuseppe Abruzzese  |
|    | Italia (bandiera)    | A     | Raffaele Biancolino |
|    | Monaco (bandiera)    | C     | Grégory Campi       |
|    | Italia (bandiera)    | C     | Marco Capparella    |
|    | Italia (bandiera)    | C     | Davide Carfora      |
|    | Italia (bandiera)    | D     | Moris Carrozzieri   |
|    | Italia (bandiera)    |       | Cartini             |
|    | Italia (bandiera)    | A     | Claudio Cecchini    |
|    | Italia (bandiera)    | D     | Genny Del Prete     |
|    | Italia (bandiera)    | D     | Nicola De Santis    |
|    | Italia (bandiera)    | D     | Alessio De Stefani  |
|    | Italia (bandiera)    | D     | Francesco Di Bari   |
|    | Italia (bandiera)    | A     | Dario Di Giannatale |
|    | Argentina (bandiera) | C     | Cristian Ferreyra   |
|    | Italia (bandiera)    | D     | David Giubilato     |
|    | Italia (bandiera)    | D     | Antonio Landi       |

| N. |                   | Ruolo | Calciatore                 |
| -- | ----------------- | ----- | -------------------------- |
|    | Italia (bandiera) | A     | Luis Landini               |
|    | Italia (bandiera) | C     | Francesco La Rosa          |
|    | Italia (bandiera) | P     | Gaetano Lucenti            |
|    | Italia (bandiera) | C     | Antonio Matarangolo        |
|    | Italia (bandiera) | C     | Mirko Monetta              |
|    | Italia (bandiera) | D     | Luca Moreo                 |
|    | Italia (bandiera) | C     | Francesco Massimo Pizzulli |
|    | Italia (bandiera) | A     | Vincenzo Santoruvo         |
|    | Italia (bandiera) | C     | Valentino Sbaccanti        |
|    | Italia (bandiera) | D     | Gianluca Sgarra            |
|    | Italia (bandiera) | P     | Luca Siringo               |
|    | Italia (bandiera) | D     | Fabrizio Tridente          |
|    | Italia (bandiera) | C     | Filippo Vallarella         |
|    | Spagna (bandiera) | A     | Alejandro Villanueva       |
|    | Italia (bandiera) | P     | Claudio Zaminga            |

## Risultati

### Campionato

#### Girone di andata
| 3 settembre 2000 1ª giornata | Atletico Catania | 1 – 1 | Fidelis Andria |  |

| 10 settembre 2000 2ª giornata | Fidelis Andria | 0 – 1 | Nocerina |  |

| 17 settembre 2000 3ª giornata | Avellino | 1 – 2 | Fidelis Andria |  |

| 24 settembre 2000 4ª giornata | Fidelis Andria | 1 – 2 | Viterbese |  |

| 1º ottobre 2000 5ª giornata | L'Aquila | 4 – 0 | Fidelis Andria |  |

| 8 ottobre 2000 6ª giornata | Messina | 4 – 0 | Fidelis Andria |  |

| 15 ottobre 2000 7ª giornata | Fidelis Andria | 1 – 1 | Ascoli |  |

| 22 ottobre 2000 8ª giornata | Torres | 2 – 0 | Fidelis Andria |  |

| 29 ottobre 2000 9ª giornata | Fidelis Andria | 0 – 0 | Fermana |  |

| 5 novembre 2000 10ª giornata | Vis Pesaro | 3 – 1 | Fidelis Andria |  |

| 19 novembre 2000 11ª giornata | Fidelis Andria | 2 – 3 | Castel di Sangro |  |

| 26 novembre 2000 12ª giornata | Giulianova | 1 – 1 | Fidelis Andria |  |

| 3 dicembre 2000 13ª giornata | Fidelis Andria | 1 – 1 | Lodigiani |  |

| 10 dicembre 2000 14ª giornata | Savoia | 1 – 1 | Fidelis Andria |  |

| Arbitro: | Ambrosino (Torre del Greco) |

|             |           |  |
| Carfora 63’ | Marcatori |  |

| 23 dicembre 2000 16ª giornata | Catania | 0 – 0 | Fidelis Andria |  |

| 7 gennaio 2001 17ª giornata | Fidelis Andria | 1 – 1 | Sporting Benevento |  |

#### Girone di ritorno
| 14 gennaio 2001 18ª giornata | Fidelis Andria | 0 – 1 | Atletico Catania 3000 |  |

| 21 gennaio 2001 19ª giornata | Nocerina | 0 – 3 | Fidelis Andria |  |

| 28 gennaio 2001 20ª giornata | Fidelis Andria | 1 – 1 | Avellino |  |

| 4 febbraio 2001 21ª giornata | Viterbese | 1 – 1 | Fidelis Andria |  |

| 11 febbraio 2001 22ª giornata | Fidelis Andria | 0 – 1 | L'Aquila |  |

| 18 febbraio 2001 23ª giornata | Fidelis Andria | 0 – 1 | Messina |  |

| 25 febbraio 2001 24ª giornata | Ascoli | 3 – 0 | Fidelis Andria |  |

| 4 marzo 2001 25ª giornata | Fidelis Andria | 1 – 1 | Torres |  |

| 11 marzo 2001 26ª giornata | Fermana | 1 – 0 | Fidelis Andria |  |

| 18 marzo 2001 27ª giornata | Fidelis Andria | 0 – 1 | Vis Pesaro |  |

| 25 marzo 2001 28ª giornata | Castel di Sangro | 1 – 1 | Fidelis Andria |  |

| 8 aprile 2001 29ª giornata | Fidelis Andria | 0 – 0 | Giulianova |  |

| 14 aprile 2001 30ª giornata | Lodigiani | 0 – 2 | Fidelis Andria |  |

| 22 aprile 2001 31ª giornata | Fidelis Andria | 0 – 1 | Intersavoia |  |

| Arbitro: | Belolli (Bergamo) |

|                              |           |                                      |
| Elia 50’ (rig.) Cappioli 93’ | Marcatori | 12’ (rig.) Biancolino 79’ Capparella |

| 6 maggio 2001 33ª giornata | Fidelis Andria | 0 – 0 | Catania |  |

| 13 maggio 2001 34ª giornata | Sporting Benevento | 2 – 1 | Fidelis Andria |  |